# Aeolosaurus
Aeolosaurus (do grego Aeolos, Éolo, senhor dos ventos, e saurus, lagarto) é um gênero de dinossauros saurópodes Titanosauria do período Cretáceo da era Mesozoica, que viveu onde é atualmente a América do Sul. Como a maioria dos saurópodes, teria sido um quadrúpede herbívoro de pescoço comprido e cauda. Os restos fósseis deste dinossauro estão incompletos, por isso o tamanho só pode ser estimado - estima-se que o Aeolosaurus poderia ter 14 metros de comprimento. A espécie-tipo é Aeolosaurus rionegrinus (em referência à província de Rio Negro da Argentina).

O nome Aeolosaurus foi escolhido em homenagem a Éolo, senhor dos ventos na mitologia grega, em referência à grande quantidade de ventos na região da Patagônia onde os restos foram encontrados. O nome genérico inclui também o grego saurus ('lagarto'), um sufixo tradicional usados em nomes de dinossauros. Refere-se à sua localização. Tanto o gêneros quanto a espécie foram nomeadas e descritas pelo argentino paleontólogo Jaime Powell em 1987.
O fóssil de Aeolosaurus rionegrinus consiste em uma série de sete vértebras da cauda, assim como as peças de ambos os membros anteriores e no posterior direito. Foi descoberto na Formação Colorada Angostura, na Argentina, que remonta à fase do final do Cretáceo, há cerca de 83-74 milhões de anos.
Tinha relação com os demais saurópodes Titanosauria muitos vaga na melhor das hipóteses, mas Aeolosaurus foi tentativamente ligado a outros gêneros, com base em características das vértebras da cauda, incluindo o Rinconsaurus e o Adamantisaurus. Seus fósseis apresentam espinhas neurais sobre as vértebras da cauda, um recurso não visto em qualquer outra espécie conhecida de Titanosauria.

## Possíveis novas espécies
Outro modelo, descrito em 1993, é composto por cinco vértebras da cauda, e alguns ossos do membro anterior e da pélvis. O exemplar deve ser constituído por pelo menos dois indivíduos. Estes ossos também foram associados a dois osteodermas , ou chapas de armadura óssea, fornecendo evidências de que este dinossauro era blindado. Este modelo foi encontrado na Formação Allen do Rio Negro, que datam de há cerca de 70 a 68 milhões de anos. Embora este modelo tem traços que caracterizam o gênero Aeolosaurus, é de um período de tempo mais jovem e mostra as diferenças o suficiente para que os autores reconheceram que se tratava de uma segunda espécie possível.
Outro esqueleto parcial, incluindo quatro vértebras da cauda e mais material de ambos os membros do lado esquerdo do corpo, foi descrita em 1997. Este modelo também foi submetido à apreciação do gênero Aeolosaurus, mas não para as espécies A. rionegrinus, e pode representar uma terceira espécie.
No entanto, nem o gênero Aeolosaurus é bem conhecido, os autores optaram por não nomear formalmente o nome de uma dessas possíveis novas espécies. Por enquanto, eles são simplesmente conhecidos como "Aeolosaurus sp". Futuras descobertas podem dar aos cientistas mais informações sobre a variação dentro do género e mostrar que todos os espécimes acima pertencem a A. rionegrinus ou que merecem ser formalmente nomeados.
Outra série de 15 vértebras da cauda foi atribuído ao Aeolosaurus na descrição original, porém mais tarde foi decidido que a série não pertence a este género, uma vez que precisa de várias características encontradas nas outras amostras de Aeolosaurus